# Georgina Rodríguez
Georgina Rodríguez Hernández (ur. 27 stycznia 1994 w Buenos Aires) – argentyńsko-hiszpańska modelka, osobowość medialna, znana głównie ze związku z portugalskim piłkarzem Cristiano Ronaldo.

## Życiorys
Rodríguez urodziła się w  w Argentynie. Jej ojciec był Argentyńczykiem, a matka Hiszpanką. Gdy miała rok, jej matka podjęła decyzję o powrocie do Hiszpanii, po czym rodzina osiedliła się na północy kraju w mieście Jaca, w prowincji Huesca. Od czwartego roku życia uczyła się baletu klasycznego. W wieku 18 lat przeprowadziła się do Madrytu, podejmując pracę w handlu detalicznym oraz w barze.
Po zdobyciu popularności Rodríguez rozpoczęła działalność jako modelka i influencerka. Występowała w kampaniach reklamowych takich marek modowych jak: Gucci, Prada i Chanel. Pojawiała się także na okładkach międzynarodowych edycji magazynów mody, m.in. Vogue, Harper’s Bazaar i Elle. W 2024 wzięła udział w pokazie kolekcji Vetements Womenswear Jesień/Zima 2024/2025 podczas Paris Fashion Week. Wystąpiła w czerwonej sukni z numerem siedem, nawiązującej do klubowego numeru Cristiano Ronaldo.
Rodríguez współpracowała również z markami kosmetycznymi oraz modowymi (zwłaszcza premium), a także wprowadziła na rynek własną linię odzieży sportowej. W 2022 wystąpiła w roli głównej w serialu dokumentalnym Netflixa I Am Georgina, ukazującym jej życie prywatne i zawodowe. Angażuje się również w działalność charytatywną, wspierając inicjatywy z zakresu ochrony zdrowia i edukacji dzieci.

## Życie prywatne
W 2016 Rodríguez związała się z portugalskim piłkarzem Cristiano Ronaldo, którego poznała w butiku Gucci w Madrycie, gdzie pracowała jako sprzedawczyni.
W 2017 urodziła się ich pierwsza córka. W 2022 Rodríguez urodziła bliźniaki: chłopca i dziewczynkę; chłopiec zmarł podczas porodu.
Ronaldo ma troje dzieci z innych związków: syna urodzonego w 2010 oraz bliźniaki (chłopca i dziewczynkę) urodzone w 2017. Rodríguez wychowuje wszystkie dzieci wspólnie z Ronaldo.